# 苏尼特左旗站
苏尼特左旗站，位于中华人民共和国内蒙古自治区锡林郭勒盟苏尼特左旗，是锡二铁路上的火车站，建于2015年，2016年10月25日开通客运业务，由呼和浩特铁路局管辖。

## 歷史
- 建于2015年。
- 2016年10月25日开通客运业务。

## 外部連結
- 中国铁路客户服务中心 （页面存档备份，存于）